# リディア・ジャコビー
リディア・アリス・ジャコビー（Lydia Alice Jacoby、2004年2月29日 - ）は、アメリカ合衆国の競泳選手。種目は平泳ぎ、個人メドレー。

## 来歴
2020年東京オリンピックでは100メートル平泳ぎの決勝で自己ベストの1分4秒95を記録し、金メダルを獲得した。
4×100mメドレーリレーの第2泳者として銀メダルの獲得に貢献した。
2023年世界水泳選手権では4×100mメドレーリレーの予選の第2泳者だったが、決勝では泳がなかった。
2023年世界水泳選手権では平泳ぎでは決勝で1分5秒94を記録し、銅メダルを獲得した。

## 自己ベスト
| 長水路           | 長水路    | 長水路                 | 長水路        | 長水路 |
| 種目             | 時間      | 大会                   | 記録日        | 備考   |
| ---------------- | --------- | ---------------------- | ------------- | ------ |
| 50m平泳ぎ        | 30秒20    |                        | 2022年5月29日 |        |
| 100m平泳ぎ       | 1分04秒95 | 2020年東京オリンピック | 2021年7月27日 |        |
| 200m平泳ぎ       | 2分24秒03 |                        | 2023年5月18日 |        |
| 200m個人メドレー | 2分29秒38 |                        | 2021年4月10日 |        |